# محمد سمير
محمد سمير (من مواليد 5 نوفمبر عام 1987 ولد في كفر الشيخ في مصر) هو لاعب كرة قدم مصري يلعب كمدافع.